# Xanthopimpla pleuroschista
Xanthopimpla pleuroschista är en stekelart som beskrevs av Henry Keith Townes, Jr. och Chiu 1970. Xanthopimpla pleuroschista ingår i släktet Xanthopimpla och familjen brokparasitsteklar. Inga underarter finns listade i Catalogue of Life.